# Новобузький коледж Миколаївського національного аграрного університету
Новобузький коледж Миколаївського державного аграрного університету — один із старих сільськогосподарських навчальних закладів на Миколаївщині

## Історія
В 1924 році у приміщенні розформованої ще у 1920 р. учительської семінарії почала роботу агропромшкола з трирічним терміном навчання. За п'ять років її колектив підготував 200 спеціалістів.
В 1930 р. на її базі був створений технікум механізації сільського господарства, реорганізований через рік в технікум соцобліку, а пізніше — в агрономічний. За десять довоєнних років тут підготовлено понад 400 сільських бухгалтерів та агрономів рільництва.
Під час окупації Нового Бугу (серпень 1941 — березень 1944) технікум не працював. Відновлений в 1944 р. технікум продовжує підготовку і випуск агрономів до 1949 року.
Реорганізований у 1947 р. в технікум механізації сільського господарства, він став готувати техніків-механіків шляхом стаціонарного, а з 1953 р. — і заочного навчання, доводячи щорічний випуск до 270 осіб.
Технікум постійно зміцнює свою навчально-виробничу базу, поліпшує культурно-побутові умови учнів і співробітників за рахунок державних асигнувань. У 1983 р. введено в експлуатацію новий навчальний корпус на 920 учнів.
Навчальне господарство зернового та м'ясо-молочного напряму, навчально-виробничі майстерні, класи і лабораторії, різноманітне обладнання, наочні посібники, ТЗН — все це створює відповідні умови для проведення теоретичних та практичних занять учнів на належному рівні.
Наявність чотирьох гуртожитків, їдальні, актового залу, 3 кімнат-музеїв, спортивного залу, військового і спортивного майданчиків та інших об'єктів культурно-побутового призначення створюють сприятливі умови для широкого розвитку позакласної та культурно-масової, військово-патріотичної, спортивної, творчої роботи, художньої самодіяльності, для всебічного розвитку і культурного відпочинку учнів та співробітників.
У 1965 р. відкрите нове відділення «Електрифікація сільського господарства». За 39 років технікум підготував близько двох тисяч техніків-електриків. Нині на відділенні навчається більше двохсот студентів. У їхньому розпорядженні дев'ять кабінетів і лабораторій.
З 1984 р. у технікумі почали навчати студентів із спеціальності «Будівництво та експлуатація будівель і споруд». Сьогодні на цьому відділенні понад 200 студентів.
У 2003 р. технікум введений як структурний підрозділ до Миколаївського державного аграрного університету. В березні 2004 р. технікум отримав статус коледжу і перейменований в Новобузький коледж Миколаївського державного аграрного університету.

## Адміністрація
Директор коледжу — Чорній Олександр Васильович
Заступник директора з навчальної роботи — Волобоєва Любов Іванівна
Заступник директора з виховної роботи — Дергай Ніна Сергіївна
Заступник директора з практичного навчання — Галагуз Юрій Степанович
Голова профспілки викладачів коледжу — Гострик Михайло Володимирович

## Структура
- Відділення "Експлуатація та ремонт машин і обладнання агропромислового виробництва"
- Відділення "Електроенергетика, електротехніка та електромеханіка"
- Відділення "Будівництво та експлуатація будівель і споруд"

## Вартість навчання
| № п/п | Спеціальність                                                                                        | Денна форма | Заочна форма |
| ----- | --- | ----------- | ------------ |
| 1     | 5.10010201"Експлуатація та ремонт машин і обладнання агропромислового виробництва"                   | 3650 грн.   | 2950 грн.    |
| 2     | 5.10010102"Монтаж, обслуговування та ремонт електротехнічних установок в агропромисловому комплексі" | 3650 грн.   | 2950 грн.    |
| 3     | 5.06010101 "Будівництво та експлуатація будівель і споруд"                                           | 3650 грн.   | 2950 грн.    |
| 4     | 5.03050901 "Бухгалтерський облік"                                                                    | 4050 грн.   | -            |
| 5     | 5.05010201"Обслуговування комп'ютерних систем і мереж"                                               | 4450 грн.   | -            |
| 6     | 5.09010102 "Організація і технологія ведення фермерського господарства"                              | 3650 грн.   | 2950 грн.    |

## Додаткові відомості
В коледжі є велика актова зала, де проводяться урочисті збори, уроки мужності, тематичні вечори, конференції. Організовуються і проводяться походи в місцевий музей. Весь викладацький колектив прагне, щоб із стін коледжу виходили не тільки хороші спеціалісти сільськогосподарського виробництва, а всебічно розвинені молоді люди.
У коледжі є найбільша в місті Новий Буг спортивна зала, спортивний комплекс. Поряд - великий стадіон для проведення усіх видів спортивних змагань.
У навчальному процесі використовуються активні форми: ділові ігри, уроки на виробництві, екскурсії, на уроках використовуються ТЗН, обчислювальна техніка, з вересня 2003 р. в навчальний процес впроваджена модульно-рейтингова технологія навчання. Дипломні роботи виконуються на реальній основі, щоб їх можна було використати на практиці.
Всю навчально-методичну роботу очолює методична рада, на засіданнях якої заслуховуються звіти викладачів з методичної роботи, про стан викладання навчальних предметів, організації виховної роботи.
Виробнича практика є важливою складовою частиною навчального процесу.
У 2004 р. навчально-матеріальна база коледжу поповнилась за рахунок передачі до коледжу виробничих майстерень і МТП Новобузької "Райсільгоспхімії". За час проходження практики учні одержують робітничі професії.
|  | У коледжі за ці роки проведена плідна робота з підготовки фахівців для агропромислового виробництва.... Активна робота з вдосконалення навчального процесу, виховання майбутніх фахівців, уміння працювати в умовах реформування сільського господарського виробництва, переходу до ринкових відносин з господарствами різних форм власності і господарювання підвищує авторитет коледжу і його стан на ринку праці. |

|  | До коледжу йшли і йдуть діти, які вже пізнали важку селянську працю і сповнені бажання її полегшити. Вони бачать у викладачах мудрих і щедрих наставників, які живуть проблемами села і вважають їх вирішення своїм святим обов'язком. |